# IMSAI 8080
Der  Mikrocomputer IMSAI 8080 war ein früher Personal Computer mit Intel-8080-Mikroprozessor und S-100-Bus, der seit 1975 vom US-Unternehmen IMSAI, einer Abkürzung für Information Management Services Associates, Incorporated, hergestellt wurde.

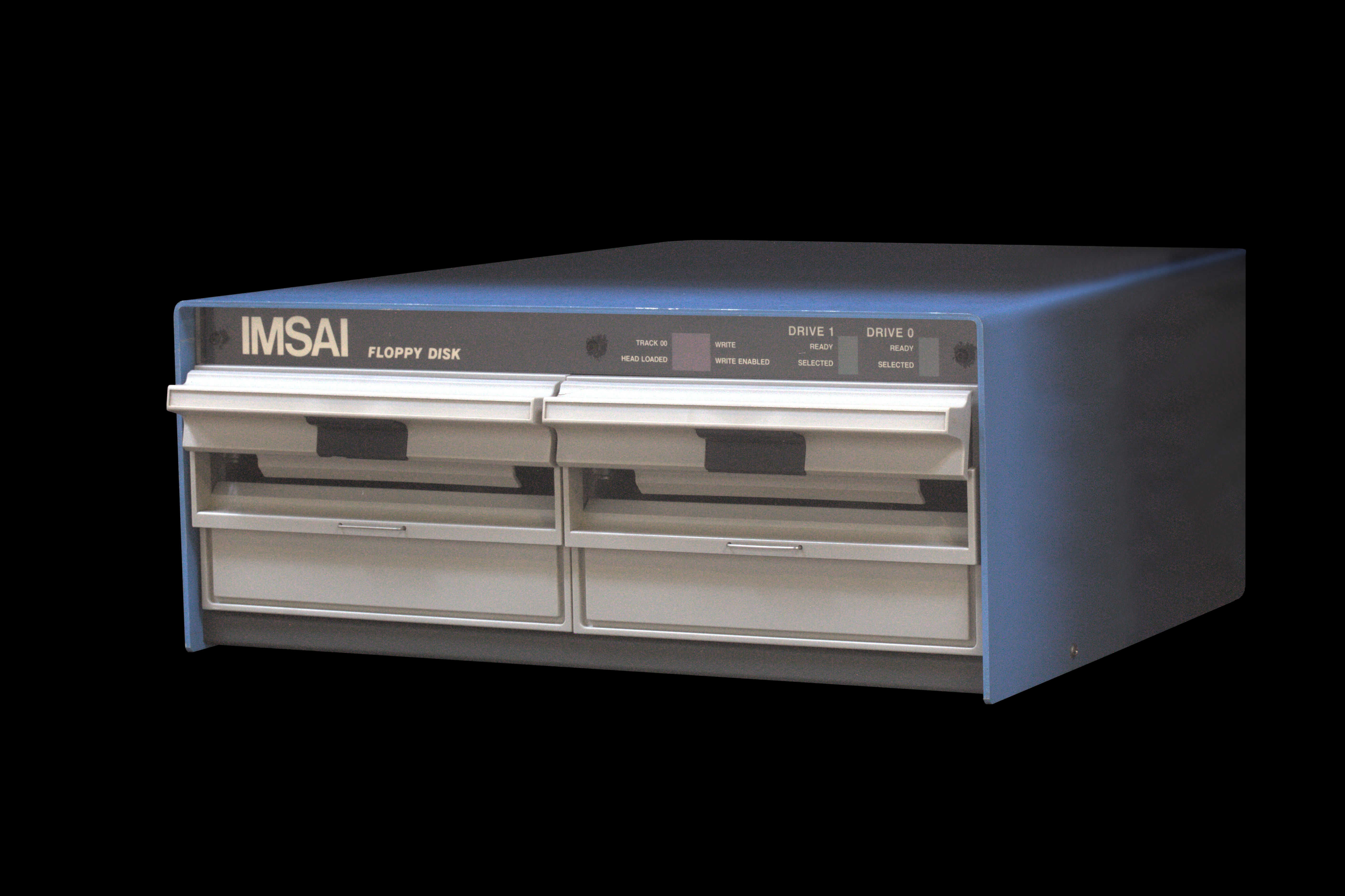
Floppy-Disk-Einheit

Da der IMSAI vollständig kompatibel mit seinem stärksten Konkurrenten MITS Altair 8800 war, sind die technischen Details identisch. Der IMSAI hatte lediglich ein anderes Design mit großen roten und blauen Schaltern sowie ein stärkeres Netzteil. Als Betriebssystem verwendete er eine stark veränderte CP/M-Version namens IMDOS.
Der Preis des Bausatzes betrug anfangs 439 US-Dollar, wurde aber wegen der großen Nachfrage auf 499 Dollar erhöht. Zwischen 1975 und 1979 wurden etwa 17.000 bis 20.000 Einheiten produziert.

## Firmengeschichte
Im Mai 1972 hat William Millard die Geschäfte von seiner Privatwohnung gestartet. 1973 gründete er IMS Associates und schloss mehrere Software-Verträge ab. 1974 gab es einen wichtigen Vertrag mit General Motors, die mehrere Workstations mit Peripherie, teils mit Festplatten, bestellten. Zu dieser Zeit wurde der neue Intel 8080 angekündigt, zuvor gab es den sehr einfachen Intel-4004-Prozessor. Am 16. Dezember 1975 wurden die ersten 50 IMSAI-8080-Bausätze ausgeliefert.
Im Oktober 1979 meldete IMSAI Konkurs an. Der Markenname IMSAI wurde jedoch erst am 25. August 1981, d. h. fast zwei Jahre nach dem Konkurs, vom Kleinunternehmen Fischer-Freitas als Wortmarke angemeldet. Zuvor war die Wortmarke IMSAI nicht geschützt.

## Trivia
Einen IMSAI 8080 benutzte die Hauptfigur David L. Lightman im Spielfilm WarGames – Kriegsspiele aus dem Jahr 1983. Dieses Exemplar war noch bis mindestens 2015 lauffähig und stand damals zum Verkauf.